# Sátrapa

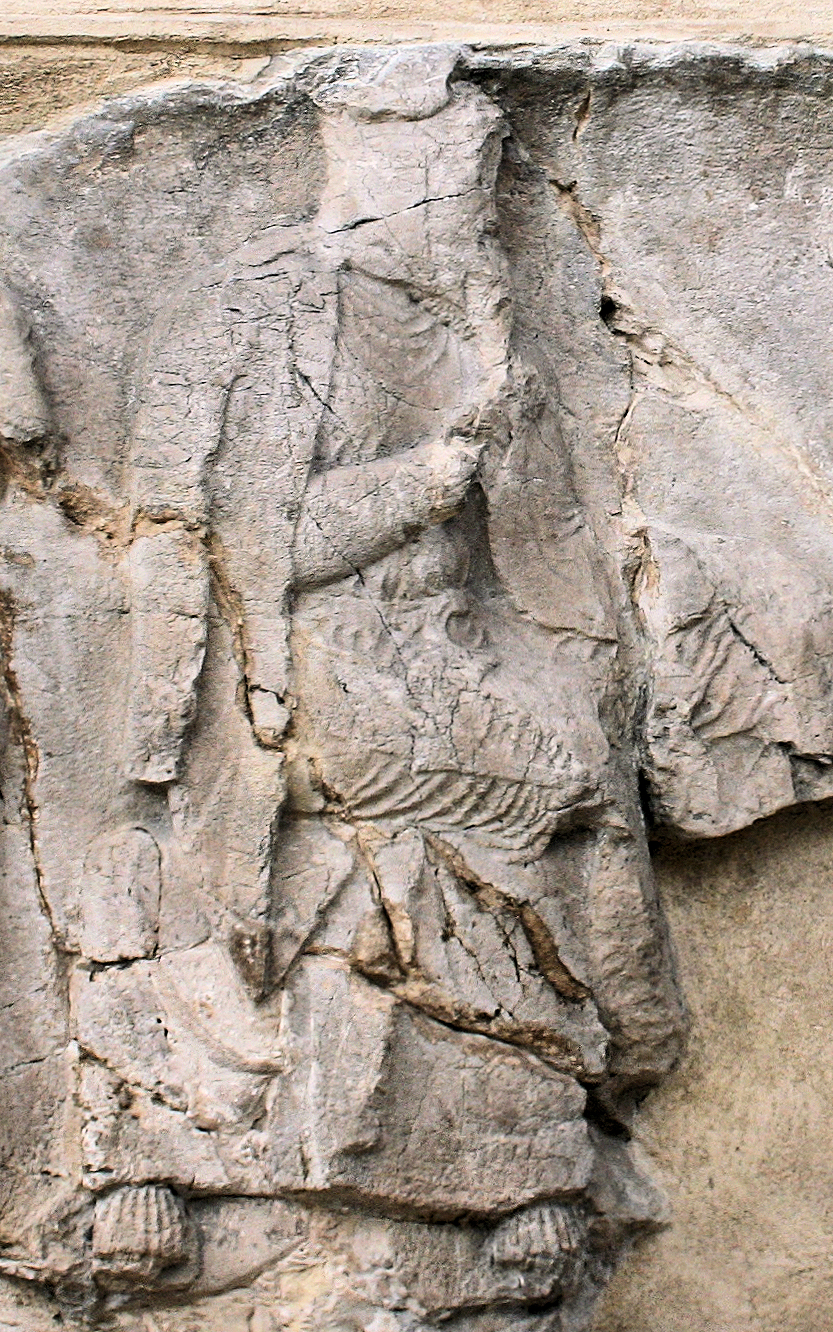
Sátrapa Autofradados, comandante militar de Artaxerxes III

Sátrapa (do latim satrapes através do grego satrápēs, por sua vez adaptado do persa antigo *xšaθra-pā/ă-, protetor do poder [sobre o território]") era o nome dado aos governadores das províncias, chamadas satrapias, nos antigos impérios Aquemênida e Sassânida da Pérsia.
Cada satrapia era governada por um sátrapa, que era nomeado pelo rei. Para evitar a corrupção, o Rei dos Reis (xá) possuía uma rede de espiões que foi chamada de "os olhos e ouvidos do rei". Após a conquista de Alexandre, o Grande esse sistema de administração foi mantido.

## História

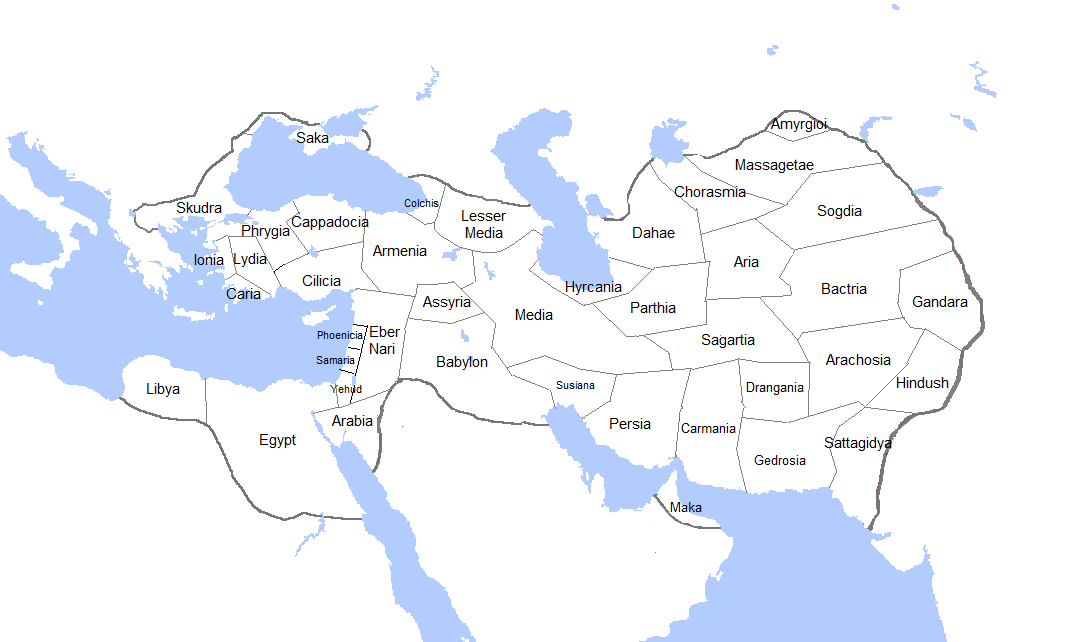
Mapa com as províncias (satrapias) do antigo Império Aquemênida

Segundo os antigos autores gregos (Heródoto, Tucídides e frequentemente Xenófanes) é traduzido por satrápēs "tenente, governador," nos documentos—da Babilônia e Egito e em Ezra e Nehemiah por pakha, "governador"; e o sátrapa Mazeus de Cilicia e Síria no tempo de Dario III e Alexandre, o Grande (Arriano iii. 8) chama a si mesmo nas suas moedas "Mazdai, [que está] acima do país além do Eufrates e Cilicia."
Quando Ciro, o Grande (c. 576 - julho de 529 a.C.) assumiu o maior império do mundo fora da China, ele adotou o princípio de organização dos assírios, que primeiro organizaram seus territórios conquistados em províncias governadas por reis clientes. A principal diferença era que, na cultura persa, o conceito de reino era indissociável do de divindade: a autoridade
divina implicava o direito divino dos reis. Os vinte sátrapas nomeados por Ciro não eram reis, mas vice-reis governando em nome do rei. Dario I deu às satrapias uma organização definitiva, aumentou o seu número para vinte e três e fixou seu tributo anual (inscrição de Beistum).

## Direitos e responsabilidades
O sátrapa era o chefe da administração da sua província, e estava rodeado por uma corte de caráter não real; ele coletava impostos, controlava os representantes locais do governo, os clãs e as cidades sob tutela. Era o juiz supremo da província, diante do qual todo caso civil e criminoso podia ser levado. Era responsável pela segurança das estradas (conforme Xenófanes), e devia controlar desordeiros e rebeldes. Recebia assistência de um Conselho de Persas, para o qual também cidadãos da província eram aceitos, e era controlado por um secretário real e por emissários do rei, especialmente o "olho do rei", que fazia uma inspeção anual.
O poder do sátrapa era controlado: além do seu escriba como secretário, o seu "Ministro das Finanças" (Persa antigo ganzabara) e o general encarregado do exército regular da província e das fortalezas eram independentes dele, e só prestavam contas ao xá, periódica e pessoalmente. Mas o sátrapa tinha o direito de ter suas próprias tropas (compostas na sua maioria de mercenários gregos, num período mais recente). As maiores províncias eram divididas em diversos distritos menores, cujos governadores também chamavam-se sátrapas e, segundo autores gregos, hiparcas ('vice-regentes'). A distribuição das grandes satrapias mudava ocasionalmente, e era frequente que duas delas fossem dadas ao mesmo homem. Sempre que a autoridade central imperial se enfraquecia, o sátrapa usufruía de uma verdadeira independência, especialmente quando se tornou costume sua designação como general-em-chefe do exército distrital, contrariamente à regra inicial. "Quando seu posto se tornou hereditário, a ameaça à autoridade central não podia mais ser ignorada." (Olmstead). Rebeliões de sátrapas tornaram-se frequentes a partir de meados do século V a.C..  Posteriormente Dario I assumiu o trono com o apoio de seis outros  nobres clãs persas e consolidou o sistema, conseguindo debelar as revoltas que se espalhavam por todo o reino.
As últimas grandes rebeliões foram sufocadas por Artaxerxes III. A administração sátrapa foi mantida por Alexandre e seus sucessores, especialmente no Império Selêucida, onde o sátrapa era  geralmente chamado estratego  (em grego clássico: στρατηγός; romaniz.: stratēgós); mas suas províncias eram muito menores que as do tempo dos persas.
Mais tarde, o culto  um deus  Sátrapes foi atestado em inscrições sírias de Palmira e do Haurã. Pausânias (vi.25, 26) menciona Sátrapas como o nome de um deus que tinha uma estátua e culto em Élis e identificava-se com Coribas, filho de Jasião (um príncipe da Samotrácia) e  Cibele  (ou Deméter) . A origem desse  deus  é obscura e talvez tenha surgido da atribuição de um componente divino ao real do poder dos sátrapas.